# یئومنی-دونگ
یئومنی-دونگ (به لاتین: Yeomni-dong) یک منطقهٔ مسکونی در کره جنوبی است که در Mapo District واقع شده‌است.